# 896
896（八百九十六、はっぴゃくきゅうじゅうろく）は、自然数また整数において、895の次で897の前の数である。

## 性質
- 896は合成数であり、約数は1, 2, 4, 7, 8, 14, 16, 28, 32, 56, 64, 112, 128, 224, 448, 896である。
  - 約数の和は2040。
  - 219番目の過剰数である。1つ前は894、次は900。
- 6連続する素数の和で表せる33番目の数である。1つ前は864、次は926。
896 = 137 + 139 + 149 + 151 + 157 + 163
- 896 = 82 + 162 + 242
  - 3つの平方数の和1通りで表せる130番目の数である。1つ前は848、次は940。(オンライン整数列大辞典の数列 A025321)
  - 異なる3つの平方数の和1通りで表せる163番目の数である。1つ前は883、次は904。(オンライン整数列大辞典の数列 A025339)
- 896 = 27 × 7
  - n = 7 のときの 2n × 7 の値とみたとき1つ前は448、次は1792。(オンライン整数列大辞典の数列 A005009)
  - n = 2 のときの n7 × 7 の値とみたとき1つ前は7、次は15309。
  - n = 7 のときの 2n × n の値とみたとき1つ前は384、次は2048。
  - p = 7 のときの 2p × p の値とみたとき1つ前は160、次は22528。
  - 2つの異なる素因数の積で p7 × q の形で表せる3番目の数である。1つ前は640、次は1408。(オンライン整数列大辞典の数列 A179664)
- n = 896 のとき n と n + 1 を並べた数を作ると素数になる。n と n + 1 を並べた数が素数になる108番目の数である。1つ前は882、次は902。(オンライン整数列大辞典の数列 A030457)
- 約数の和が896になる数は3個ある。(372, 508, 669) 約数の和3個で表せる24番目の数である。1つ前は888、次は968。
- 各位の和が23になる10番目の数である。1つ前は887、次は959。

## その他 896 に関連すること
- 西暦896年
- 紀元前896年